# Басараб II
Басараб II (на румънски: Basarab al II-lea) е владетел на Влашко от август 1442 до есента на 1443 г.
Смутно за Влашко време, в което става все по-сериозна заплахата от Османската империя откъм юг, а същевременно владетелите на Влашко са постоянно изправени пред вътрешните конфликти сред болярите и необходимостта да се съобразяват с Кралство Унгария, което най-често търсят като съюзник срещу османците.
През 1442 г. султан Мурад I изпраща войска да анексира Влашко в момент, когато самият той е задържал в Галиполи войводата Влад II Дракул. Унгарският военачалник Янош Хуняди разбива османците и слага на трона Басараб II. Но още на следващата година Влад Дракул идва на власт, подкрепен от османците, срещу задължението не само да изплаща ежегоден данък, но и да изпрати двама от синовете си Влад Цепеш и Раду III Красивия като заложници в Константинопол.
Басараб II е екзекутиран от сина на Влад II Дракул Влад Цепеш, който по време на второто си управление арестува всички нелоялни боляри и ги наказва като нарежда Басараб II да бъде погребан жив.